# Crônica da Geórgia
A Crônica da Geórgia ( em georgiano:  საქართველოს მატიანე, transl. tr    ) (ou Memorial Histórico da Geórgia ) é um monumento soviético localizado na Colina Keeni, perto do mar de Tbilisi . Foi criado pelo escultor Zurab Tsereteli em 1985, mas nunca totalmente concluído. O monumento conta a história da Geórgia. O monumento fica no topo de um grande conjunto de escadas, com vista para a parte norte da cidade de diferentes direções. Há 16 pilares com altura entre 30 e 35 metros e a metade superior apresenta reis, rainhas e heróis, enquanto a parte inferior retrata histórias da vida de Cristo . Ao lado dos pilares de bronze, há uma cruz de videira de Santa Nino, que levou pela primeira vez o cristianismo para a Geórgia, e uma capela .

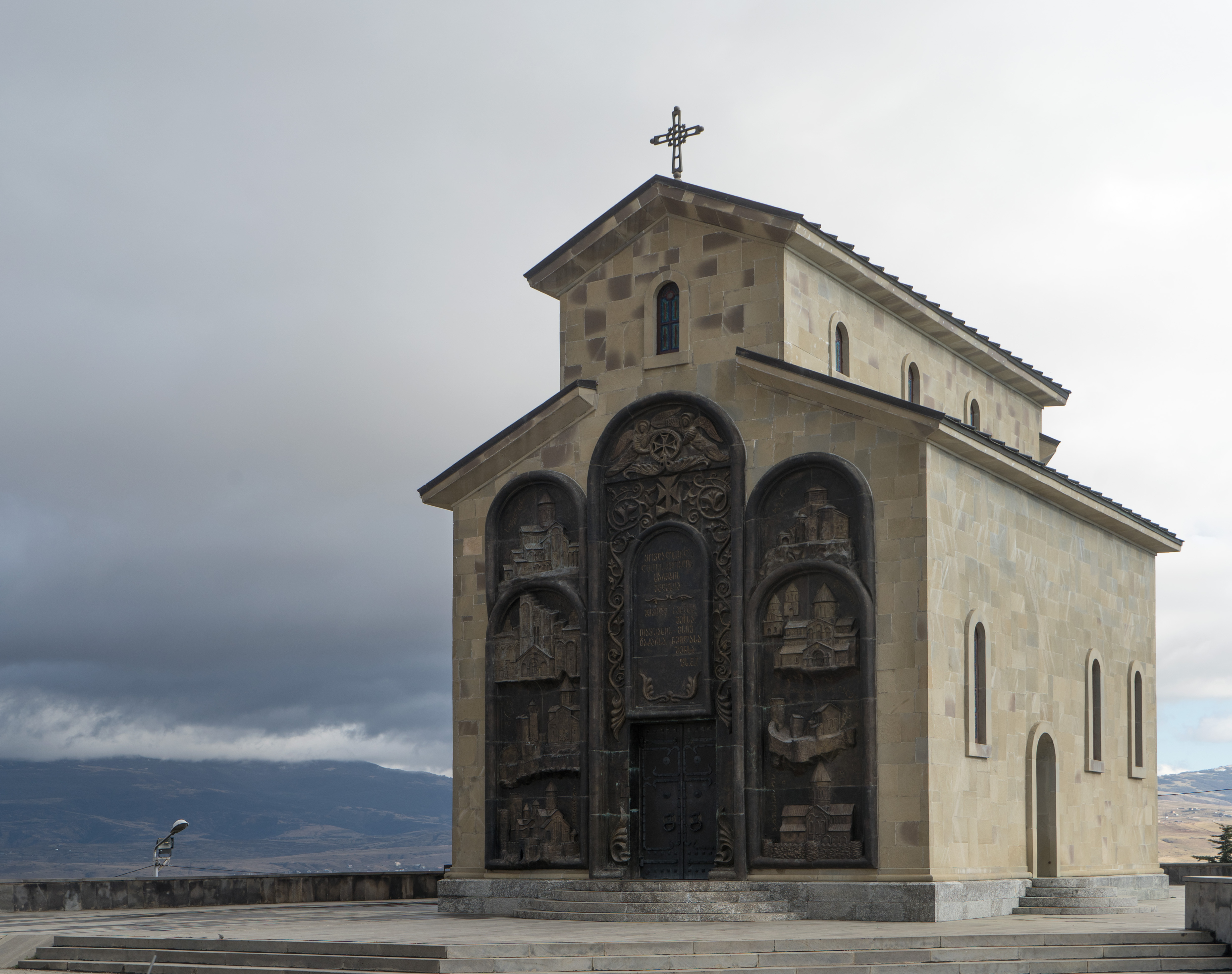
Igreja da Anunciação no monumento da Crônica da Geórgia